# Beşiktaş JK (vrouwenbasketbal)
Beşiktaş JK (vrouwenbasketbal) is de professionele basketbalbranche van sportvereniging Beşiktaş JK uit Istanboel. Zowel het herenteam als het damesteam spelen de thuiswedstrijden in de BJK Akatlar Arena. Deze zaal heeft tijdens sportevenementen een capaciteit van 3.200 toeschouwers.
Het damesbasketbalteam van Beşiktaş werd opgericht in 1967. Ze wonnen 3 kampioenschappen in 1984, 1985 en 2005 en 1 Presidentsbeker in 2006. In 2024 haalde ze de finale om de EuroCup Women. Ze verloren van London Lions uit het Verenigd Koninkrijk met een totaalscore van 149-145 over twee wedstrijden. Omdat London Lions zich had afgemeld voor de FIBA Europe SuperCup Women, mocht Beşiktaş invallen. Ze verloren van Fenerbahçe Alagöz Holding met 79-63.

## Prestaties
Landskampioen:
- Winnaars (3x): 1984, 1985, 2004-05
- Tweede (3x): 1986, 2006, 2007

Turkse Beker:
- Runner-up (4x): 1997, 2002, 2005, 2007

Presidentsbeker:
- Winnaars (1x): 2006
- Runner-up (2x): 2005, 2007

EuroCup Women:
- Runner-up: 2024

FIBA Europe SuperCup Women:
- Runner-up: 2024